# Tipula chelifera
Tipula chelifera är en tvåvingeart som beskrevs av Evgenyi Nikolayevich Savchenko 1964. Tipula chelifera ingår i släktet Tipula och familjen storharkrankar. Inga underarter finns listade i Catalogue of Life.